# The Movies (band)
The Movies was een in 1999 in Boston opgerichte Amerikaanse band, ontstaan uit de as van The Vehicle Birth (Crank! Records).

## Bezetting
- Brian Cleary[2]
- Jessica Gelt[3]
- Stevie Treichel[4]
- Timothy James[5] (zang, gitaar)

## Geschiedenis
Na het spelen van de eerste show zonder drummer in Boston, verbond de band zich met oude vriend Stevie Triechel, de oprichter van Five State Drive en The Aerealist in Arlington. Spoedig daarna kreeg de band vier dagen studiotijd bij Trans Am's National Recording Studios in Washington D.C., waar ze hun eerste album In One Era Out The Other opnamen met Jonathan Krienik, die onder andere ook eerdere albums opnam voor Trans Am. Kort na de opnamen verhuisde de band naar Los Angeles in Silver Lake. De band speelde  zowel bij CMJ in 2000 en 2002 als bij South By Southwest in 2003.
In 2000 kreeg Houston Party Records uit Barcelona een geluidsband van In One Era Out The Other via The Beachwood Sparks (Sub Pop). Het label bracht het album spoedig overzees uit met gunstige recensies van de Europese pers. De band toerde dat jaar in Spanje met The Tea Servants, oogsten een aanzienlijke fanschare en een positieve pers. In 2002 bracht Gern Blandsten Records (Ted Leo, Liars, Radio 4, Rye Coalition, Dalek, Canyon) het album uit in de Verenigde Staten, Australië, het Verenigd Koninkrijk en elders.
In de herfst van 2003 toerde de band door de Verenigde Staten met Trans Am en namen hun tweede album net na de tournee 'American Oil' op. In 2004 toerde de band weer door Spanje en deelden deze keer het podium met Luna, Matthew Sweet, Matt Sharp (Weezer) en Goldenboy. De tournee volgde op het uitbrengen van American Oil bij Houston Party Records. 
In 2005 sloten The Movies aan voor Best Rock/Pop band in de LA Weekly Music Awards. De band had zoiets als een cultstatus bereikt met een trouwe schare buiten Los Angeles. The Silversun Pickups coverden op hun debuut-ep Creation Lake van The Movies en sloten vaak hun liveshows af met de song. De Movies zijn bekend voor hun grillige, hoog energieke, onberekenbare liveshows, deels door de uitzinnige grollen van zanger Timothy James. In 2006 haalden ze gitarist Marcos Lopez.
In 2008 nam de band het nieuwe album Based On A True Story op met Dave Newton, de oprichter van de jaren 1980-band The Mighty Lemon Drops. Het album werd opgenomen in de opnamestudio Chermak Studios van The Movies in Burbank en zelf uitgebracht in december 2008 met direct hoog kritisch lof in de pers van Los Angeles. Ze belandden op diverse 'Best of 2008'-lijsten (You Set The Scene, Buzzbands.la, Classical Geek Theatre...).
In december 2008 namen elk van hun vijf maandagen voor een verblijf in Spaceland met gastbands Everest, Voxhaul Broadcast, Adam Ficek (van Babyshambles), Eagle & Talon, Nico Stai en meer.
Leden van The Movies speelden ook in andere bands. Tables & Chairs is een instrumentale band met Cleary, Triechel, Lopez en Radar Bros. zanger/songwriter Jim Putnam (basgitaar). Cleary, Triechel en Putnam speelden ook in Adeline & The Philistines met Adeline Park (oprichter van Panty Lions en Joe Lies) en Aaron Kyle van Le Switch.

## Belangrijk
Deze band dient niet te worden verward met de Britse band The Movies, die de lp The Movies - Double A uitbrachten in 1977 bij GTO Records. De bezetting van deze band was: Jon Cole (zang, gitaar), Mick Parker (keyboards), Greg Knowles (leadgitaar), Julian Diggle (percussie), Jamie Lane (drums) en Dave Quinn (basgitaar).